# Smużka stokowa
Smużka stokowa (Sicista kluchorica) – gatunek ssaka z rodziny smużek (Sminthidae), występujący endemicznie na północno-zachodnim Kaukazie.

## Zasięg występowania
Smużka stokowa występuje w zachodnim Wielkiego Kaukazu w południowej Rosji i północno-zachodniej Gruzji.

## Taksonomia
Gatunek po raz pierwszy naukowo opisał rosyjski zespół zoologów nadając mu nazwę Sicista kluchorica. Holotyp pochodził z górnego biegu Północnej Kluchory w pobliżu Przełęczy Kluchorskiej, w Karaczajo-Czerkiesji w Rosji, na wysokości 2100 m n.p.m.. 
S. kluchorica należy do zachodnio-górskiej grupy gatunkowej. Autorzy Illustrated Checklist of the Mammals of the World uznają ten takson za gatunek monotypowy.

### Etymologia
- Sicista: etymologia niejasna, J.E. Gray nie wyjaśnił znaczenia nazwy rodzajowej; Palmer sugeruje że nazwa to pochodzi od tatarskiego słowa sikistan, oznaczającego „stadną mysz”, bazując na opisie Pallasa[7]. Sam Pallas jednak wymienia nazwę tatarską dshilkis-sitskan („Dʃhilkis-Sitʃkan”), gdzie dshilkis to „stadny, żyjący w stadzie, gromadny” (łac. gregalis), natomiast sitskan to „mysz” (łac. mus, muris)[8], por. w jedenastowiecznym słowniku Mahmuda z Kaszgaru:  yılkı „stado” i sıçgan „mysz”[9].
- kluchorica: rzeka Kluchor, Rosja[2].

## Morfologia
Długość ciała (bez ogona) 61–70,2 mm, długość ogona 86,4–107,5 mm, długość ucha 8,3–10,7 mm, długość tylnej stopy 15,9–21,6 mm; masa ciała 5,9–8,6 g. 

## Biologia
Jest to gatunek górski, spotykany powyżej wysokości 2100 m n.p.m., w piętrze subalpejskim Wielkiego Kaukazu. Gryzoń ten prowadzi naziemny, samotny tryb życia, jest aktywna o zmroku. Żywi się nasionami i owadami. Zimą hibernuje, rozmnaża się raz w roku, latem.

## Populacja
Smużka stokowa nie jest liczna. Jej zasięg jest mniejszy niż 20 tys. km², w związku z czym obecnie jest uznawana za gatunek bliski zagrożenia. Tym niemniej nie są znane większe zagrożenia dla gatunku, a większość jego zasięgu obejmuje Teberdyński Park Narodowy. W przyszłości może zostać uznany za gatunek najmniejszej troski.